# 民主革命党 (墨西哥)
民主革命党（西班牙語：Partido de la Revolución Democrática，缩写为PRD）是墨西哥的一个社会民主主义政党，是社会党国际的成员。该党是墨西哥左翼政治联盟广泛进步阵线成员。作为是中间偏左的政党，該党卻与右翼的墨西哥国家行动党结盟，并在2018年墨西哥大選中与国家行动党联合提出總統候選人。由于在2024年墨西哥大选中未能跨过选举门槛，民主革命党的政党资格被废除，遂改组成为13个州级政党。

## 历史
1989年，该党由革命制度黨左派和墨西哥社会党共同组建。该党比革命制度黨更為左傾。
2024年6月10日，该党失去全国性政党资格，无法再参与全国层面的选举。

## 历次选举
該黨曾參加多次總統選舉，但均以微弱差距敗予革命制度黨或國家行動黨。